# Нотура білочеревий
Нотура білочеревий (Nothura boraquira) — птах, що належить до родини тинамо́вих (Tinamidae).

## Поширення

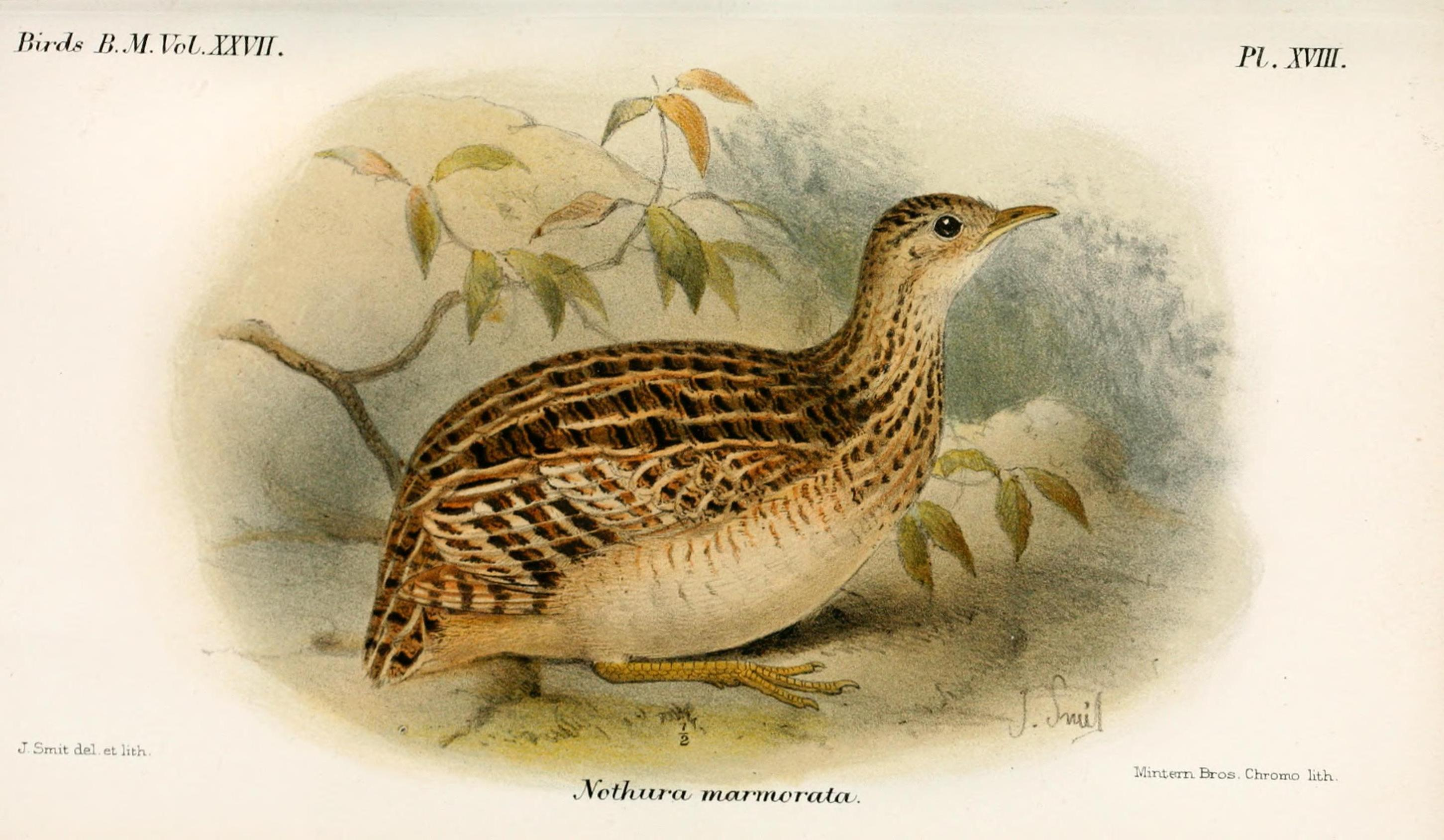
Малюнок птаха (ілюстрація Йозефа Сміта), 1895 рік

Вид поширений у східній Бразилії, східній Болівії та західному Парагваї. Зазвичай, трапляється у сухих регіонах на висоті до 500 м. Населяє також луки, каатингу та пасовища.

## Опис
Тіло сягає 27 см завдовжки. Верх тіла світло-коричневого забарвлення з чорними плямами та білими смугами. Горло та черево світлі. На голові є чорний вінець. Дзьоб світло-жовтого забарвлення.

## Спосіб життя
Основу раціону складають плоди та ягоди. У невеликих кількостях споживає безхребетних, квіти, насіння. Яйця висиджує самець. У кладці можуть бути до 10 яєць від різних самиць. Гніздо розміщується на землі. Інкубація триває 21 день.